# Komosjtitsa
Komosjtitsa (bulgariska: Комощица) är ett distrikt i Bulgarien.   Det ligger i kommunen Obsjtina Jakimovo och regionen Montana, i den nordvästra delen av landet, 110 km norr om huvudstaden Sofia.
Trakten runt Komosjtitsa består till största delen av jordbruksmark. Runt Komosjtitsa är det ganska glesbefolkat, med 22 invånare per kvadratkilometer.